# 无斑梅花鲨
无斑梅花鲨（学名：Halaelurus immaculatus）为软骨鱼纲真鲨目猫鲨科梅花鲨属的鱼类。在中国，分布于南海等海域。该物种的模式产地在南海。栖息深度为534米至1020米。
其种加词“immaculatus”意为“无斑的”。